# 思林水电站
思林水电站位于贵州省思南县境内乌江干流梯级开发的第八级。上游89km为构皮滩水电站，下游115km为沙沱水电站。以发电为主，其次为航运，兼顾防洪、灌溉等任务。

## 技术概况
正常库容12.05亿立方米，调节库容3.17亿立方米，为留出防洪库容按照日周调节。500年一遇洪水26600立方米/秒设计，最大泄量25737立方米/秒；5000年一遇洪水33700立方米/秒校核，最大泄量32922立方米/秒。校核洪水位449.27m，设计洪水位444.83m，防洪高水位440m，防洪限制水位435m，死水位431m。回水长度89km，到构皮滩水电站坝下。正常蓄水位以下库容12.05亿立方米。防洪库容1.84亿立方米。死库容8.88亿立方米。
右岸布置引水发电系统，右岸山体中地下厂房，额定水头64m。满载发电流量1772.80立方米/秒。
泄水建筑物采取了7个表孔、1个底孔。
左岸布置通航建筑物，从上游至下游依次为上游引航道、过坝渠道（上闸首）、最大提升高度76.70米500t级单级全平衡卷扬式垂直升船机、下闸首、下游引航道等。通航线路长951.80米。最小通航流量193立方米/秒。

## 历史
迁移人口17616人。断流围堰、左、右岸各1条隧洞导流。2005年11月开始截流，2008年5月28日第一台机组投产发电、7月25日第二台机组投产发电、9月19日第三台机组投产发电。2009年3月下闸蓄水。2009年12月11日最后一台机组投产发电。2015年12月30日下午，思林水电站通航工程过船实验取得成功。2018年通过环保部的竣工环境保护进行验收。